# Lucy Hochschartner
Lucy Hochschartner (* 30. Oktober 1997) ist eine US-amerikanische Biathletin.

## Leben und Herkunft
Lucy Hochschartner wuchs in Lake Placid unweit der Langlaufstrecken der Olympischen Winterspiele 1980 auf. Nach der Grundschule besuchte sie die St. Pauls School, für die sie auch die ersten Langlaufwettkämpfe bestritt. Im Mai 2020 beendete sie ihr Studium an der St. Lawrence University mit einem Bachelor in Politikwissenschaft und Umweltschutz.

## Karriere
Lucy Hochschartners Vater brachte ihr schon Langlaufen bei, als sie noch ein kleines Kind war. Erst an der High School nahm sie an ersten Langlaufwettkämpfen teil. Sie trat damals der New York Ski Educational Foundation bei und startete für die St. Pauls School. Nach der High School trainierte sie im Sommer weiterhin bei der NYSEF und bestritt im Winter Wettkämpfe für die St. Lawrence University. Mit 19 Jahren nahm sie an einem Nachwuchslehrgang des US-amerikanischen Biathlonverbandes teil und war sofort von Biathlon fasziniert. Sie blieb sie vorerst jedoch beim Langlaufen, da es für Studenten keine entsprechenden Wettkämpfe gibt. Nach ihrem Abschluss am College zog sie nach Bozeman im US-Bundesstaat Montana um und trainiert seitdem am Crosscut Mountain Sports Center als Biathletin.
Ihre ersten internationalen Biathlonwettkämpfe bestritt Hochschartner im IBU-Cup der Saison 2020/21. Mit vielen Schießfehlern konnte sie sich in ihren ersten Rennen nur auf den letzten Plätzen des Starterfelds klassifizieren. Trotzdem wurde sie für die Teilnahme an den Biathlon-Europameisterschaften 2021 in Duszniki-Zdrój nominiert, wo sie neben dem Einzelrennen über 15 km auch das Sprintrennen über 7,5 km bestritt. Kurz nach den Europameisterschaften startete sie in Osrblie zum ersten Mal in ihrer Karriere in einem Staffelrennen. Gemeinsam mit Maddie Phaneuf, Hallie Grossman und Kelsey Dickinson erreichte sie den siebten Rang. Bei den US-amerikanischen Meisterschaften Ende März in West Yellowstone erreichte sie in allen Rennen jeweils den dritten Platz.